# Стокгольмська декларація
Стокгольмська декларація з довкілля — базовий акт міжнародного права довкілля. Це політико-правовий документ, який реалізує м'яке право.
Стокгольмська декларація була прийнята на Стокгольмській конференції з довкілля 16 червня 1972 року у Стокгольм.
День відкриття конференції (5 червня 1972 року) прийнято вважати Всесвітнім днем охорони довкілля. Щодо цього питання на конференції було прийнято окрему резолюцію. 
На думку більшості дослідників у 1972 р. покладено початок формування нової галузі міжнародного права — міжнародного права довкілля.
Декларація визначила основні напрямки та принципи міжнародно-правової охорони довкілля у таких сферах як:
- раціональне використання природних ресурсів;
- збереження флори і фауни
- попередження забруднення довкілля (включаючи моря);
- зв'язок між охороною довкілля та соціально-економічним розвитком;
- демографічні питання;
- управління охороною довкілля;
- наукові дослідження;
- освіта.

Стокгольмська декларація вперше в світі закріпила ряд міжнародно-правових принципів:
- визнання права людини жити у сприятливому довкіллі і обов'язку його охороняти (Принцип 1);
- принцип суверенного права держав розробляти свої природні ресурси та відповідальності за завдання шкоди довкіллю інших держав (Принцип 21);
- принцип співробітництва у вирішенні екологічних проблем (Принцип 24).

Стокгольмська декларація складається з преамбули та 26 статей-принципів.
Стокгольмська конференція призвела до ряду наукових міжнародних досліджень, які вийшли у 1972 р. Два таких дослідження мали значний вплив на розвиток міжнародного права довкілля:
- «Межі росту» (анг. «Limits to Growth»), дослідження було виконане на замовлення Римського клубу.
- «Тільки одна Земля» (анг. «Only one Earth»), дослідження виконане на замовлення ООН. Цей звіт вперше підняв питання взаємозв'язку між охороною довкілля та розвитком світового суспільства. В ньому пролунала теза про те, що людство повинно взяти на себе зобов'язання з управління планетою.